# Еврорадио
Еврорадио (англ. Euroradio) — европейская система обмена оцифрованными программами для радио, созданная под эгидой Европейского вещательного союза. Объединяет радиовещательные организации стран, находящихся в Европейской зоне радиовещания, как это определено Международным союзом электросвязи, или являющихся членами Совета Европы.

## Описание
1 сентября 1989 года Еврорадио запустила спутниковую сеть в целях содействия развитию радиовещания в Европе, поскольку увеличила число своих членов. С 1 сентября 1993 года Еврорадио, координируемая Постоянными службами ЕВС, и использующая для своего функционирования два космических спутника Eutelsat, арендованные ЕВС, начала свою работу в полном объеме.
В настоящее время насчитывает 73 члена из 56 стран.
Основным директивным органом Европейского вещательного союза в аудиосекторе является Комитет Еврорадио (англ. Euroradio Committee), который возглавляет Председатель — Грэм Эллис (BBC, Великобритания). В частности, Комитет Еврорадио управляет Инновационным фондом Еврорадио (ранее Фонд развития Еврорадио). В составе Еврорадио действуют ряд экспертных групп, таких как Euroradio Culture Group, Euroradio Drama Group, Euroradio Features Group, Euroradio Folk and Traditional Music Group, Euroradio Music Group, Euroradio Sports Group.

## Члены Еврорадио

#### Участники системы обмена
В соответствии с пунктом 3.13. Устава Европейского вещательного союза, «Еврорадио» — это система обмена радиопрограммами, организованная ЕВС и основанная на обязательстве участвующих членов и партнеров (ассоциированных членов) (совместно называемых как «членов Еврорадио») предлагать друг другу регулярно и на основе взаимности освещение музыкальных и других событий, происходящих в их странах и представляющих потенциальный интерес для других членов Еврорадио.
Еврорадио охватывает как программы, координируемые Европейским вещательным союзом, так и собственные индивидуальные предложения программ членов.
С учетом состава и структуры членов Европейского вещательного союза перечень участников сети Еврорадио состоит из следующих вещателей:
| Страна               | Вещательная организация | Аббревиатура | Год начала участия    | Радиоканалы |
| -------------------- | --- | ------------ | --------------------- | --- |
| Австрия              | Österreichischer Rundfunk | ORF          | 1989                  | Ö1, Hitradio Ö3, FM4 |
| Албания              | Radiotelevizioni Shqiptar | RTSH         | 1999                  | Radio Tirana, Radio Tirana 2, Radio Tirana 3, Radio Tirana International, Radio Tirana Klasik, Radio Tirana Jazz, Radio Tirana Fëmijë |
| Андорра              | Ràdio i Televisió d’Andorra, S.A | RTVA         | 1999                  | Ràdio Nacional d’Andorra |
| Алжир                | Etablissement Public de Radiodiffusion Sonore | EPRS         | 1989                  | Chaine 1, Chaine 2, Chaine 3, Radio Coran, Radio Culture, Jil FM, Radio Algérie Internationale |
| Армения              | Public Radio of Armenia | PRA          | 2005                  | Первая программа, Моё радио, Радио Аревик, Езидское радио, Радио Культура |
| Бельгия              | Vlaamse Radio- en Televisieomroep | VRT          | 1989                  | Radio 1, Radio 2, Klara, Studio Brussel, MNM |
| Бельгия              | Radio-Télévision Belge de la Communauté française | RTBF         | 1989                  | La Première, VivaCité, Musiq3, Classic 21, Tipik, Tarmac, Viva+, Jam |
| Беларусь             | Белтелерадиокомпания | BTRC         | 1993 (приостановлена) | Первый национальный канал, Культура, Сталіца, Радиус FM |
| Босния и Герцеговина | Javna Radio Televizijska servis Bosnie i Hercegovine | BHRT         | 1993                  | BH Radio 1 |
| Болгария             | Bâlgarsko Nacionalno Radio | BNR          | 1993                  | Horizont, Hristo Botev, Radio Bulgaria |
| Ватикан              | Radio Vaticana | RV           | 1989                  | Radio Vaticana Mondo, Radio Vaticana Italia, Radio Vaticana Europa, 10 веб-каналов радиовещания |
| Великобритания       | British Broadcasting Corporation | BBC          | 1989                  | BBC Radio 1, BBC Radio 2, BBC Radio 3, BBC Radio 4, BBC Radio 5 Live, BBC Radio 1Xtra, BBC Radio 4 Extra, BBC Radio 5 Live Sport Extra, BBC Radio 6 Music, BBC Asian Network |
| Венгрия              | Media Support and Asset Management Fund | MTVA         | 2014                  | Kossuth Rádió, Petőfi Rádió, Bartók Rádió, Nemzetiségi Adások, Parlamenti Adások, Dankó Rádió, |
| Германия             | ARD: - Bayerischer Rundfunk - Hessischer Rundfunk - Mitteldeutscher Rundfunk - Norddeutscher Rundfunk - Radio Bremen - Rundfunk Berlin-Brandenburg - Saarländischer Rundfunk - Südwestrundfunk - Westdeutscher Rundfunk - Deutsche Welle - DeutschlandRadio | ARD          | 1989                  | Bayern 1, Bayern 2, Bayern 3, BR-Klassik, BR24, hr1, hr2-kultur, hr3, hr4, hr-iNFO, YOU FM, MDR Jump, MDR Kultur, MDR Aktuell, MDR Sputnik, NDR 1, NDR 2, NDR Kultur, NDR Info, NDR Info Spezial, N-Joy, Bremen Eins, Bremen Zwei, Bremen Vier, Bremen Next, rbb 88.8, Radioeins, Fritz, radio3, Inforadio, SR 1, SR Kultur, SR 3 Saarlandwelle, UnserDing, SWR1, SWR Kultur, SWR3, DASDING, 1LIVE, WDR2, WDR3, WDR4, WDR5, COSMO, Deutsche Welle, Deutschlandfunk, Deutschlandfunk Kultur, Deutschlandfunk Nova, Dokumente und Debatten |
| Греция               | Hellenic Broadcasting Corporation | ERT          | 2015                  | Первая Программа, Вторая Программа, |